# Кубок европейских чемпионов по пляжному футболу среди женщин
Кубок европейских чемпионов по пляжному футболу среди женщин (англ. Women's Euro Winners Cup) - европейский клубный турнир по пляжному футболу. Проводится ежегодно начиная с 2015 года. В турнире принимают участие большинство женских клубов-чемпионов национальных чемпионатов по пляжному футболу Европы, так же как в Лиге чемпионов УЕФА среди женщин.

## Структура

### Основание

Первый логотип (2016—2021)

Beach Soccer Worldwide (BSWW) публично объявила о создании турнира в декабре 2015 года, после успешного проведения мужского турнира с 2013 года. В качестве причин создания турнира они назвали наличие множества женских национальных лиг/кубков в Европе и их "твердую решимость" начать ускоренное развитие женского пляжного футбола.

### Квалификация
От каждой европейской страны в соревнованиях по пляжному футболу среди женщин принимают участие чемпионы самого высокого уровня (будь то национальный чемпионат или кубок).
В странах, где женские клубы существуют, но национальный женский чемпионат/кубок еще не проводится, клубы могут связаться с BSWW, чтобы зарегистрировать себя в качестве представителя этой страны.
Если национальная ассоциация хочет заявить дополнительные клубы, не являющиеся действующими чемпионами чемпионатов, они могут запросить разрешение на это у организаторов BSWW, которые предоставят или откажут клубам участие в турнире в зависимости от общего числа уже зарегистрированных клубов..
В 2020 и 2021 годах квалификация была полностью прекращена из-за проблем со здоровьем и ограничений на поездки, вызванные пандемией COVID-19, в результате чего многие клубы не смогли принять участие в турнире. Турнир был открыт для любого европейского клуба, который мог и хотел принять участие; формат турнира также был соответствующим образом изменен для этого сезона.

### Формат
Турнир начинается с группового этапа. Клубы разбиваются на группы (обычно по четыре) и соревнуются в круговом формате. По окончании группового этапа 16 лучших клубов выходят в плей-офф. Затем команды соревнуются в матчах на выбывание: раунд 16, четвертьфиналы, полуфиналы и финал. Матчи на выбывание также проводятся для определения окончательного рейтинга с участием клубов, выбывших в этих раундах.

## Призёры
| 2016 Детали | Катания, Италия    | Грассхоппер         | 5 : 4               | БичКик (Берлин) | Звезда              | 5 : 3               | Катандзаро          |
| 2017 Детали | Назаре, Португалия | Гавана Шотс Аргау   | 4 : 3 ОТ            | Портсмут        | Хигиконтрол Мелилья | 4 : 3               | Звезда              |
| 2018 Детали | Назаре, Португалия | Звезда              | 2 : 0               | Портсмут        | Сан Хавьер          | 3 : 1               | Амневилль           |
| 2019 Детали | Назаре, Португалия | Сан Хавьер          | 3 : 3[А]            | Мадрид          | Реймс               | 9 : 3               | Локрианс            |
| 2020 Детали | Назаре, Португалия | Мрия 2006           | #1 (групповой этап) | Касерес         | Звезда              | #1 (групповой этап) | Марсель БТ          |
| 2021 Детали | Назаре, Португалия | Мадрид              | 6 : 3               | Звезда          | Бойнаре Терраса     | 5 : 5[Б]            | Марсель БТ          |
| 2022 Детали | Назаре, Португалия | Бойнаре Терраса     | 5 : 3               | Сан Хавьер      | Марсель БТ          | 3 : 2               | Хигиконтрол Мелилья |
| 2023 Детали | Назаре, Португалия | Хигиконтрол Мелилья | 3 : 1               | ФК10 Ледис      | Бойнаре Терраса     | 6 : 1               | Сан Хавьер          |

А. ^  Сан Хавьер выиграл серию пенальти 2–0.
Б. ^  Бойнаре Терраса выиграл серию пенальти 6–5.
Групповой этап. ↑  Означает, что этот сезон был сыгран в круговом формате. Финал и матч за третье место не проводились.

## Выступление

### Распределение медалей по командам
| Клуб                | Победитель | Второе место   | Третье место   | Четвертое место |
| ------------------- | ---------- | -------------- | -------------- | --------------- |
| Звезда              | 1 (2018)   | 1 (2021)       | 2 (2016, 2020) | 1 (2017)        |
| Сан Хавьер          | 1 (2019)   | 1 (2022)       | 1 (2018)       | 1 (2023)        |
| Мадрид              | 1 (2021)   | 1 (2019)       | –              | –               |
| Бойнаре Терраса     | 1 (2022)   | –              | 2 (2021, 2023) | –               |
| Хигиконтрол Мелилья | 1 (2023)   | –              | 1 (2017)       | 1 (2022)        |
| Мрия 2006           | 1 (2020)   | –              | –              | –               |
| Гавана Шотс Аргау   | 1 (2017)   | –              | –              | –               |
| Грассхоппер         | 1 (2016)   | –              | –              | –               |
| Портсмут            | –          | 2 (2017, 2018) | –              | –               |
| ФК10 Ледис          | –          | 1 (2023)       | –              | –               |
| Касерес             | –          | 1 (2020)       | –              | –               |
| БичКик (Берлин)     | –          | 1 (2016)       | –              | –               |
| Марсель БТ          | –          | –              | 1 (2022)       | 2 (2020, 2021)  |
| Реймс               | –          | –              | 1 (2019)       | –               |
| Катандзаро          | –          | –              | –              | 1 (2016)        |
| Амневилль           | –          | –              | –              | 1 (2018)        |
| Локрианс            | –          | –              | –              | 1 (2019)        |

### Распределение медалей по странам
| Страна    | Победитель | Второе место | Третье место | Четвертое место |
| --------- | ---------- | ------------ | ------------ | --------------- |
| Испания   | 4          | 3            | 4            | 2               |
| Швейцария | 2          | 0            | 0            | 0               |
| Россия    | 1          | 1            | 2            | 1               |
| Украина   | 1          | 0            | 0            | 0               |
| Англия    | 0          | 2            | 0            | 0               |
| Польша    | 0          | 1            | 0            | 0               |
| Германия  | 0          | 1            | 0            | 0               |
| Франция   | 0          | 0            | 2            | 3               |
| Италия    | 0          | 0            | 0            | 2               |

### Награды
| Год  | Бомбардир(ы)                | Мячей | Лучший игрок                         | Лучший вратарь                       | Источник |
| ---- | --------------------------- | ----- | ------------------------------------ | ------------------------------------ | -------- |
| 2016 | Марина Фёдорова ( Звезда)   | 18    | Ребекка Габриэль ( БичКик)           | Сюзанна Шутц ( Грассхоппер)          |          |
| 2017 | Глафира Бажанова ( Нева)    | 13    | Сара Кемпсон ( Портсмут)             | Дебора Керли ( Гавана Шотс Аргау)    |          |
| 2018 | Мелисса Гомес ( Амневилль)  | 14    | Молли Кларк ( Портсмут)              | Виктория Силина ( Звезда)            |          |
| 2019 | Мелисса Гомес ( Реймс)      | 14    | Каролина Гонсалес ( Сан Хавьер)      | Фаллон Туллис-Джойс ( Реймс)         |          |
| 2020 | Анаэль Виард ( Ньютим)      | 6     | Мария Эрреро ( Касерес)              | Анна Акылбаева ( Звезда)             |          |
| 2021 | Альба Мелладо ( Мадрид)     | 14    | Анна Чернякова ( Звезда)             | Анна Акылбаева ( Звезда)             |          |
| 2022 | Мелисса Гомес ( Марсель БТ) | 9     | Кристина Гонсалес ( Бойнаре Терраса) | Лайя Гарсия ( Сан Хавьер)            |          |
| 2023 | Эдна Имаде ( Касерес)       | 11    | Адриэле Роша ( Хигиконтрол Мелилья)  | Лаура Гальего ( Хигиконтрол Мелилья) |          |